# Kristin Fairlie

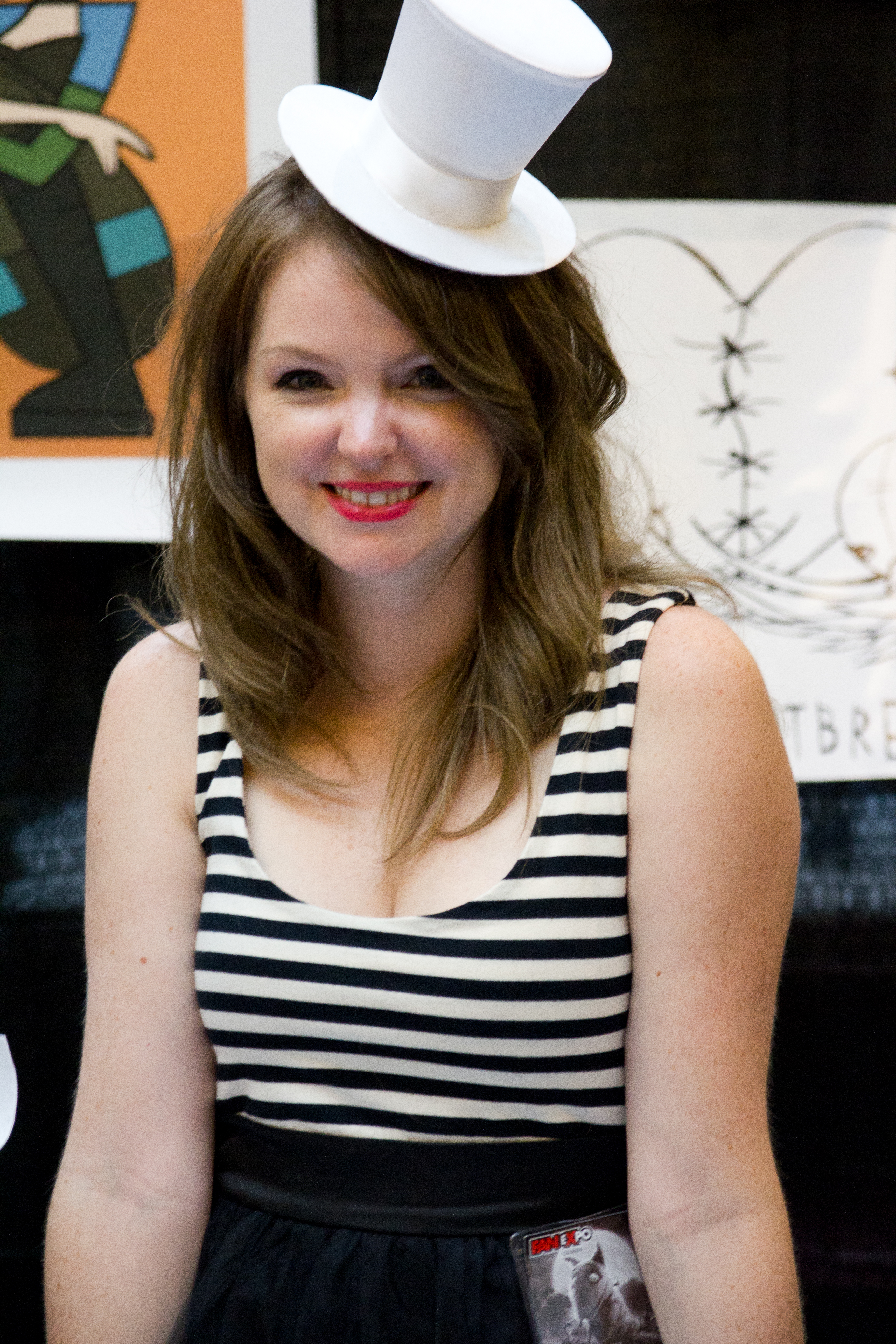
Kristin Fairlie (2012)

Kristin Louise Fairlie (* 22. April 1985) ist eine kanadische Schauspielerin und Synchronsprecherin.

## Karriere
Fairlie gab ihr Spielfilmdebüt in Der scharlachrote Buchstabe. Im Jahr 1999 gehörte sie zu den Gewinnern des Young Artist Award für die beste Leistung in einem Fernsehfilm: Young Ensemble für ihre Rolle in dem Fernsehfilm Das schönste Geschenk. 1999 spielte sie in The Virgin Suicides mit.
Fairlie sprach die Hauptfigur Nicole in der Zeichentrickserie Madeleines neue Abenteuer. Sie übernahm in weiteren Zeichentrickfilmen Sprechrollen, unter anderem auch in Der kleine Bär und die große Wildnis. Ihr Schaffen umfasst mehr als 70 Film- und Fernsehproduktionen.

## Filmografie (Auswahl)
- 1993: Candles, Snow and Mistletoe
- 1995: Der scharlachrote Buchstabe (The Scarlet Letter)
- 1995–1996: Das Mädchen aus der Stadt (Road to Avonlea, Fernsehserie, 10 Folgen)
- 1996: PSI Factor – Es geschieht jeden Tag (PSI Factor – Chronicles of the Paranormal, Fernsehserie, 1 Folge)
- 1998: Das schönste Geschenk (The Sweetest Gift, Fernsehfilm)
- 1999: Babar – König der Elefanten (Babar: King of the Elephants, Stimme)
- 1999: The Virgin Suicides
- 2001: Der kleine Bär und die große Wildnis (The Little Bear Movie, Stimme)
- 2006: Repo! The Genetic Opera (Kurzfilm)
- 2008: Flashpoint – Das Spezialkommando (Flashpoint, Fernsehserie, 1 Folge)
- 2008: Murdoch Mysteries (Fernsehserie, 1 Folge)
- 2009: You Might as Well Live
- 2011: Moon Point
- 2013: Poker Night
- 2013: The Listener – Hellhörig (The Listener, Fernsehserie, 1 Folge)
- 2013: Lost Girl (Fernsehserie, 1 Folge)
- 2018: Tabaluga – Der Film (Stimme)